# Branceilles
Branceilles (okzitanisch Brancelhas) ist eine französische Gemeinde im Département Corrèze in der Region Nouvelle-Aquitaine am westlichen Rand des Zentralmassivs. Sie gehört zum Arrondissement Brive-la-Gaillarde und zum Kanton Midi Corrézien. Die Einwohner nennen sich Branceillais(es).

## Geografie
Tulle, die Präfektur des Départements, liegt ungefähr 40 Kilometer nördlich, Brive-la-Gaillarde etwa 27 Kilometer nordwestlich und Beaulieu-sur-Dordogne rund 17 Kilometer südöstlich. Das Gemeindegebiet wird im Osten vom Flüsschen Maumont durchquert.
Nachbargemeinden von Branceilles sind Saint-Julien-Maumont im Norden, Curemonte im Osten, La Chapelle-aux-Saints im Südosten, Saint-Michel-de-Bannières im Süden sowie Chauffour-sur-Vell im Westen.

### Verkehrsanbindung
Die Anschlussstelle 53 zur Autoroute A20 liegt etwa 25 Kilometer nordwestlich.

## Wirtschaft
In Branceilles ist das für die Corrèze bedeutende Weingut Mille et Une Pierres beheimatet.

## Wappen
Beschreibung: In Blau ein goldener, eine im rechten oberen Eck hervorbrechende goldene Mittagssonne betrachtender Phönix; darunter in Rot seine Unsterblichkeit, der Scheiterhaufen.

## Bevölkerungsentwicklung
| Jahr      | 1962 | 1968 | 1975 | 1982 | 1990 | 1999 | 2006 | 2016 |
| Einwohner | 379  | 350  | 308  | 272  | 225  | 236  | 245  | 277  |

## Sehenswürdigkeiten
- Ein großer Taubenturm aus dem Jahre 1759, ist als Monument historique seit dem 4. Oktober 2010[2] klassifiziert.